# Ybyrapora diversipes

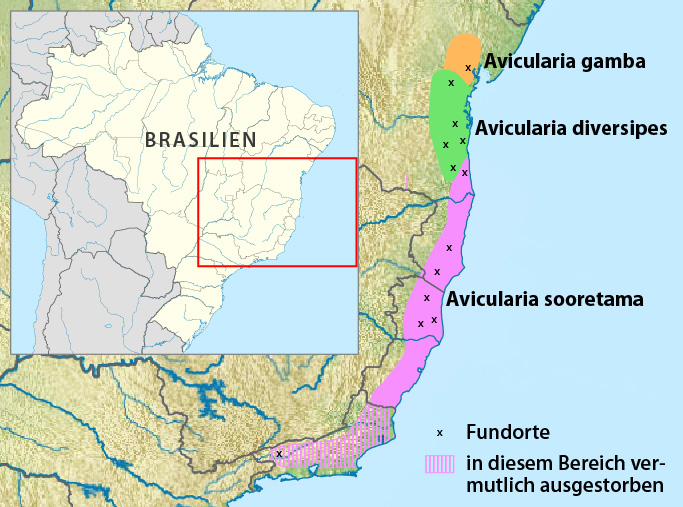
Verbreitung von Ybyrapora diversipes, hier unter dem Synonym Avicularia diversipes

Ybyrapora diversipes (Syn.: Avicularia diversipes) ist eine Spinnenart aus der Familie der Vogelspinnen (Theraphosidae). Sie wurde 1842 von Carl Ludwig Koch als Mygale diversipes beschrieben. Seit 2007 ist diese Spinnenart auch in der Terraristik anzutreffen. Sie wurde früher von Importeuren und Haltern mit der heute als Nomen dubium geltenden Art Avicularia fasciculata verwechselt.

## Verbreitung und Lebensraum
Die Art kommt an der Ostküste Brasiliens rund um die Stadt Ilhéus auf ehemaligen Kakao-Plantagen vor. Man findet sie in den Behausungen, die sie in geeignete Stellen in der Vegetation errichten, in dem sie beispielsweise zwei Blätter an Bäumen für ein Nest zusammenspinnen. Die Tiere wurden auch in den Trichtern von Bromeliengewächsen gefunden oder bei der Wanderschaft über Totholz.

## Merkmale
Die Jungtiere sind anders gefärbt als die ausgewachsenen Tiere. Die Spiderlinge haben eine metallische grüne Farbe und haben auf dem Hinterleib eine auffällige Zeichnung. In der Mitte verläuft vom Carapax Richtung Spinnwarzen ein rötlicher Streifen. Auf den Seiten dieses Streifens links und rechts flankiert verläuft ein dunkelgrüner Streifen. Von diesem Streifen gehen Querstreifen hervor, die auf die Unterseite verlaufen und so auf den Abdomenseiten beige Fenster erzeugen. Der Carapax hat einen beigen Saum. Mit zunehmender Anzahl Häutungen werden die Tiere bräunlich. Die ausgewachsenen Weibchen und die Männchen sind braun und haben einen blauen Glanz auf ihren Beinen und tragen orange Streifen auf ihren Tarsen und Metatarsen. Auf dem Hinterteil bleibt im adulten Stadium ein dunkler Streifen erhalten.
Die Weibchen werden ungefähr 4,5 Zentimeter lang. Das Weibchen hat sehr stark gekrümmte Receptacula seminis, die eine taxonomische Unterscheidung zu anderen Ybyrapora- und Avicularia-Arten ermöglichen. Die ganze Spermathek erinnert an den Buchstaben M. Das Männchen hat, wie die Männchen von Ybyrapora gamba und Ybyrapora sooretama, keine Tibiaapophysen. Das Männchen von Ybyrapora diversipes lässt sich aber aufgrund der Länge des Embolus von diesen unterscheiden.

## Fortpflanzung
In Gefangenschaft wurde beobachtet, dass ein Weibchen nach einer erfolgreichen Paarung nach drei bis vier Wochen simulierter Regenzeit einen Kokon baut, der 70 bis 90 Eier beinhaltet. Die Zeitigung dauert sieben bis acht Wochen.